# Aventino
Aventino (« Aventin ») est une zone urbaine de la ville de Rome, désigné par le code 1.c, qui s'étend sur les deux rioni du Municipio I suivants :
- R.XII - Ripa
- R.XXI - San Saba

L'ensemble compte en 2010 : 8 792 habitants.

## Description
Au sud du Circus Maximus, la colline de l'Aventin est un des quartiers les plus paisibles, les moins peuplés et les plus verts de Rome. Comme du temps de l'Antiquité, c'est de nos jours un quartier résidentiel très bourgeois. On y trouve de nombreux espaces verts (Roseraie de Rome, Jardin des Orangers), des églises hors du temps (Sainte Sabine, Sant'Anselmo, Sts Boniface et Alexis), des places charmantes (place des Chevaliers de Malte, place San Anselmo) et une architecture riche et variée.

## Images

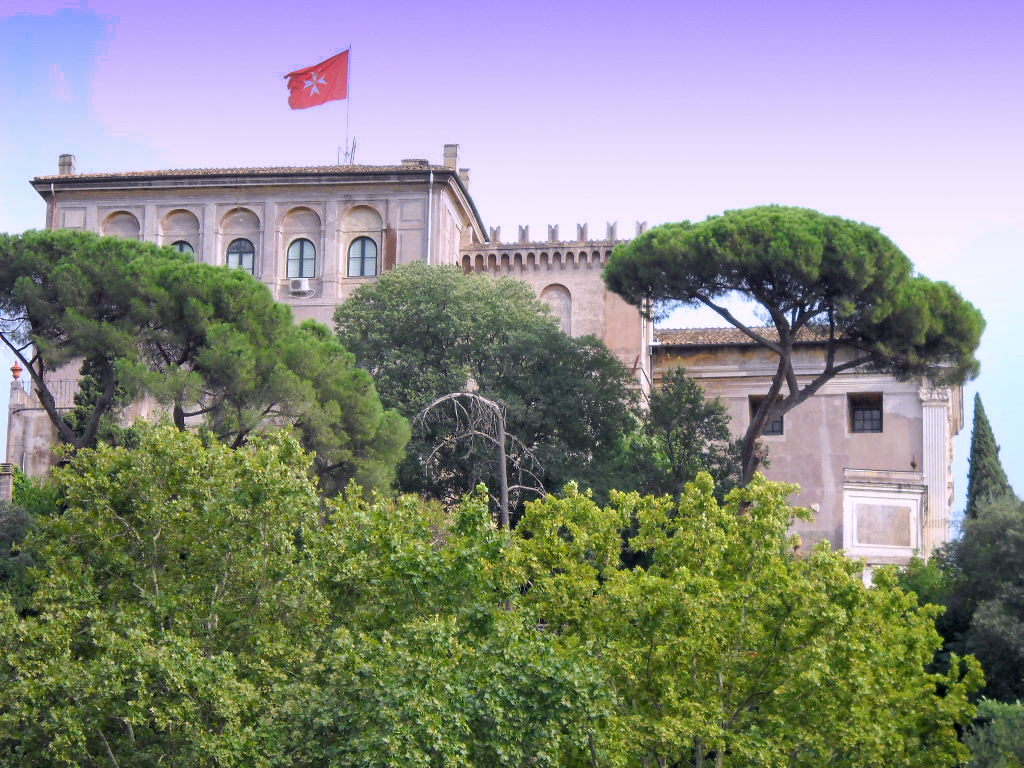
Villa de Malte
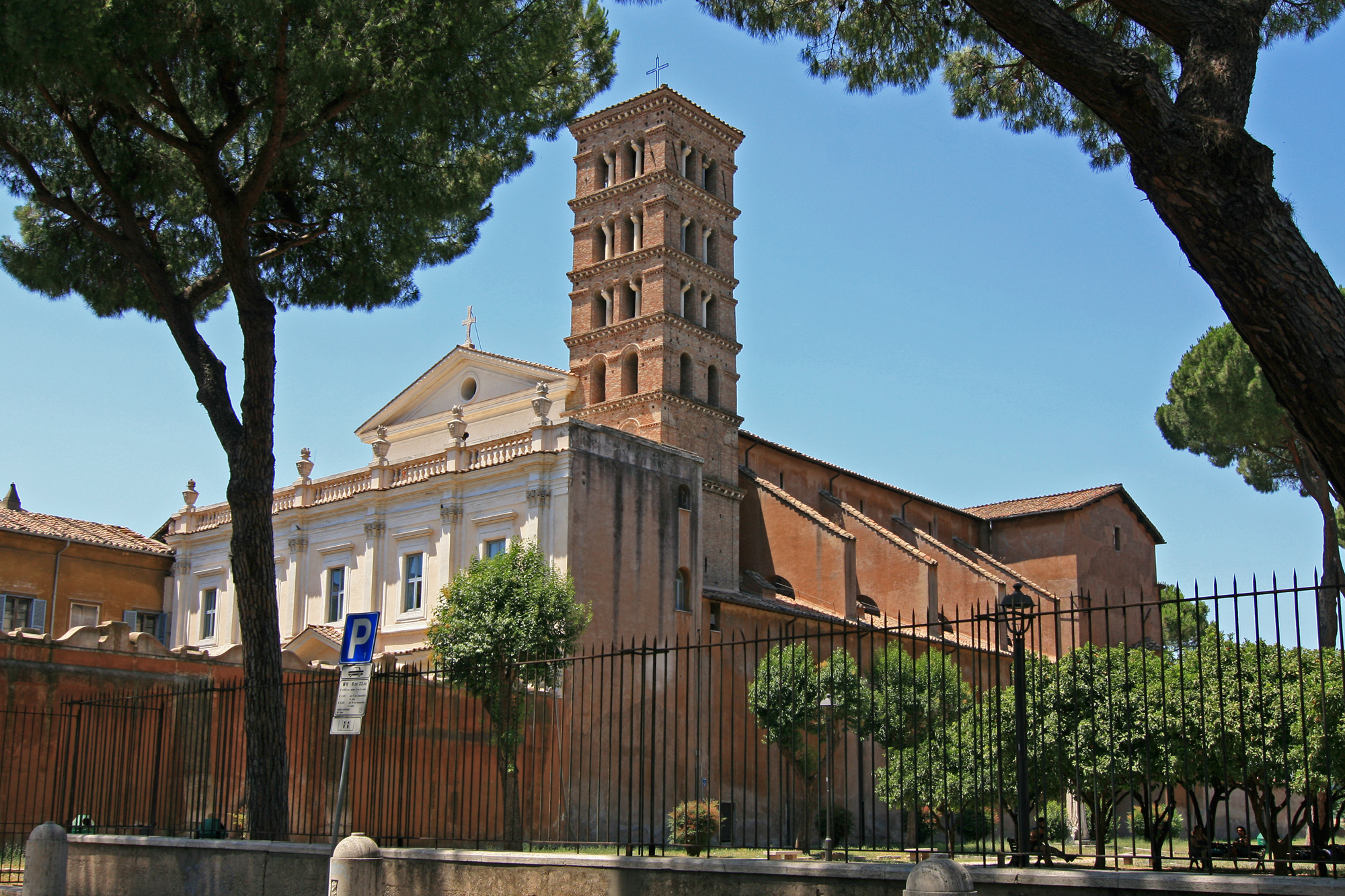
Eglise des Saints Boniface et Alexis
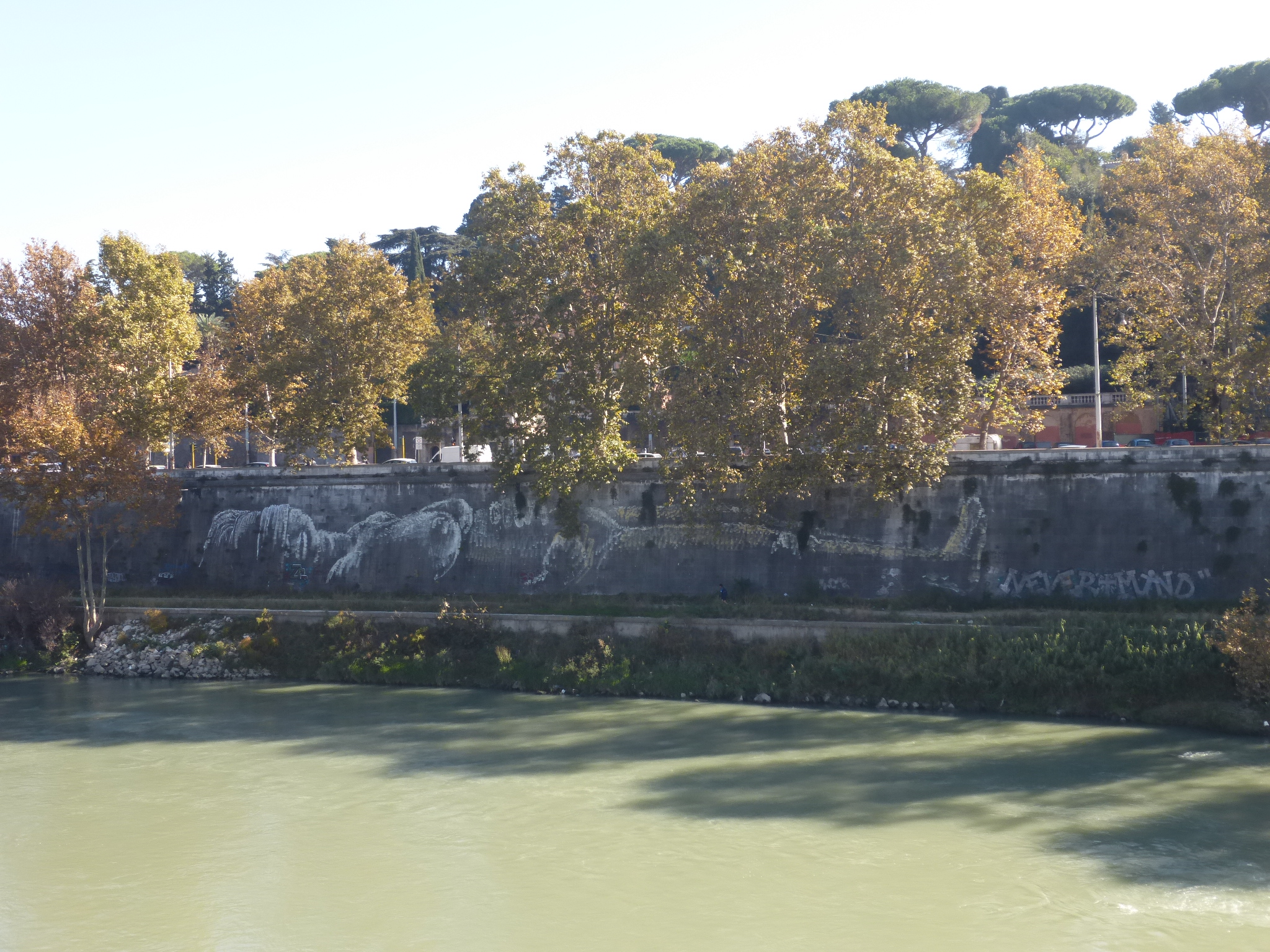
Quais de l'Aventin
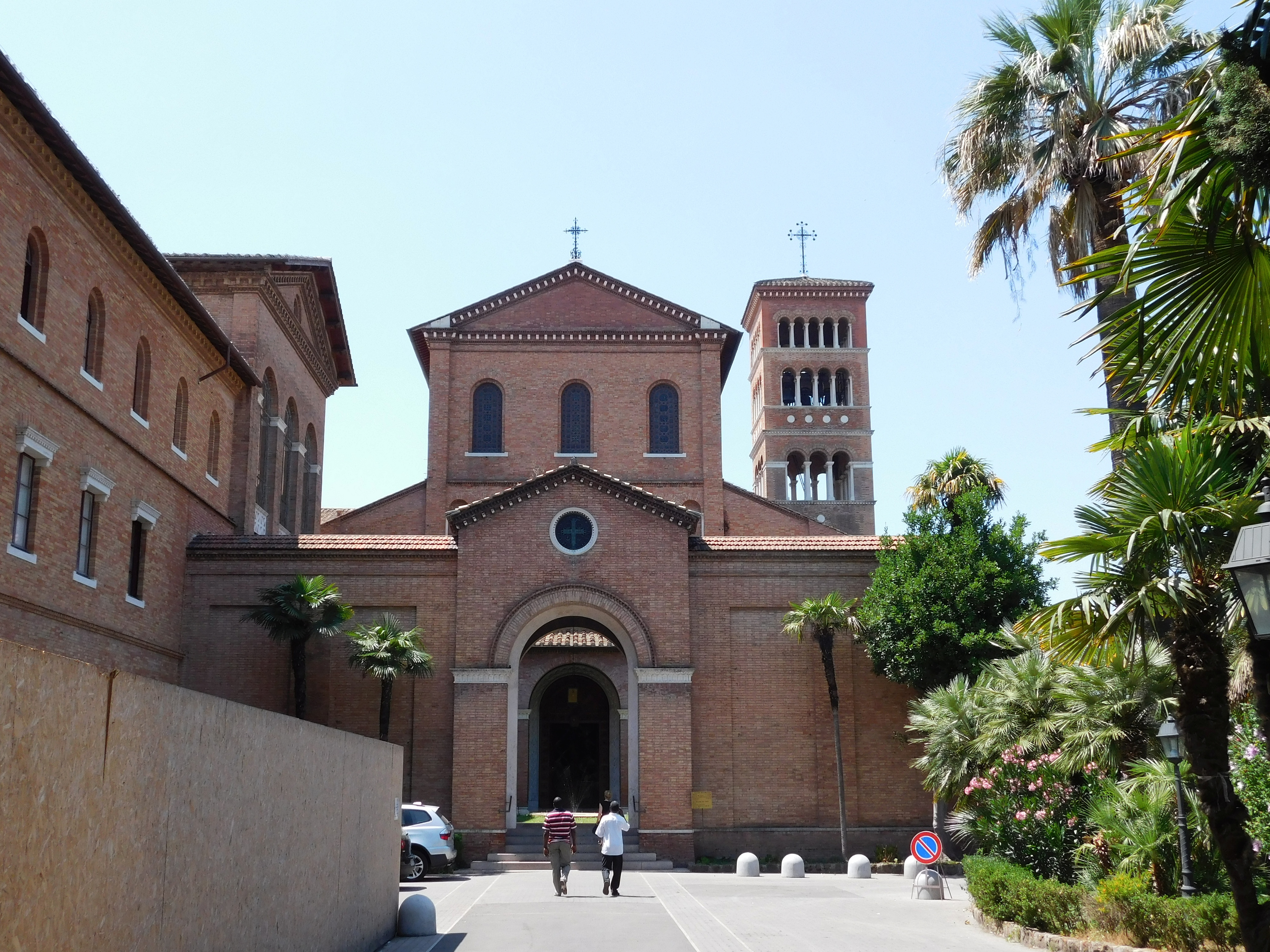
Eglise San Anselmo
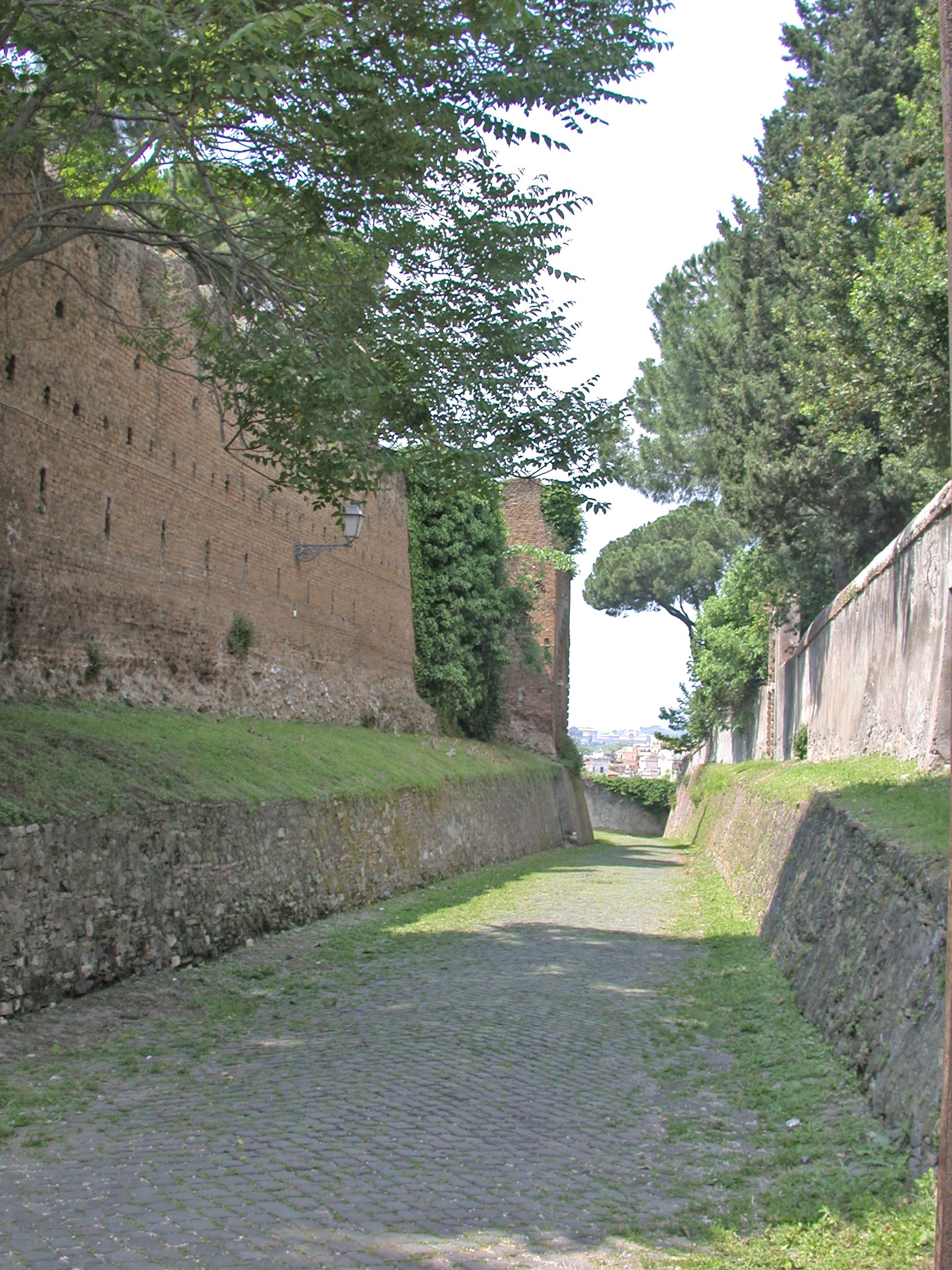
Clivo di Rocca Savella
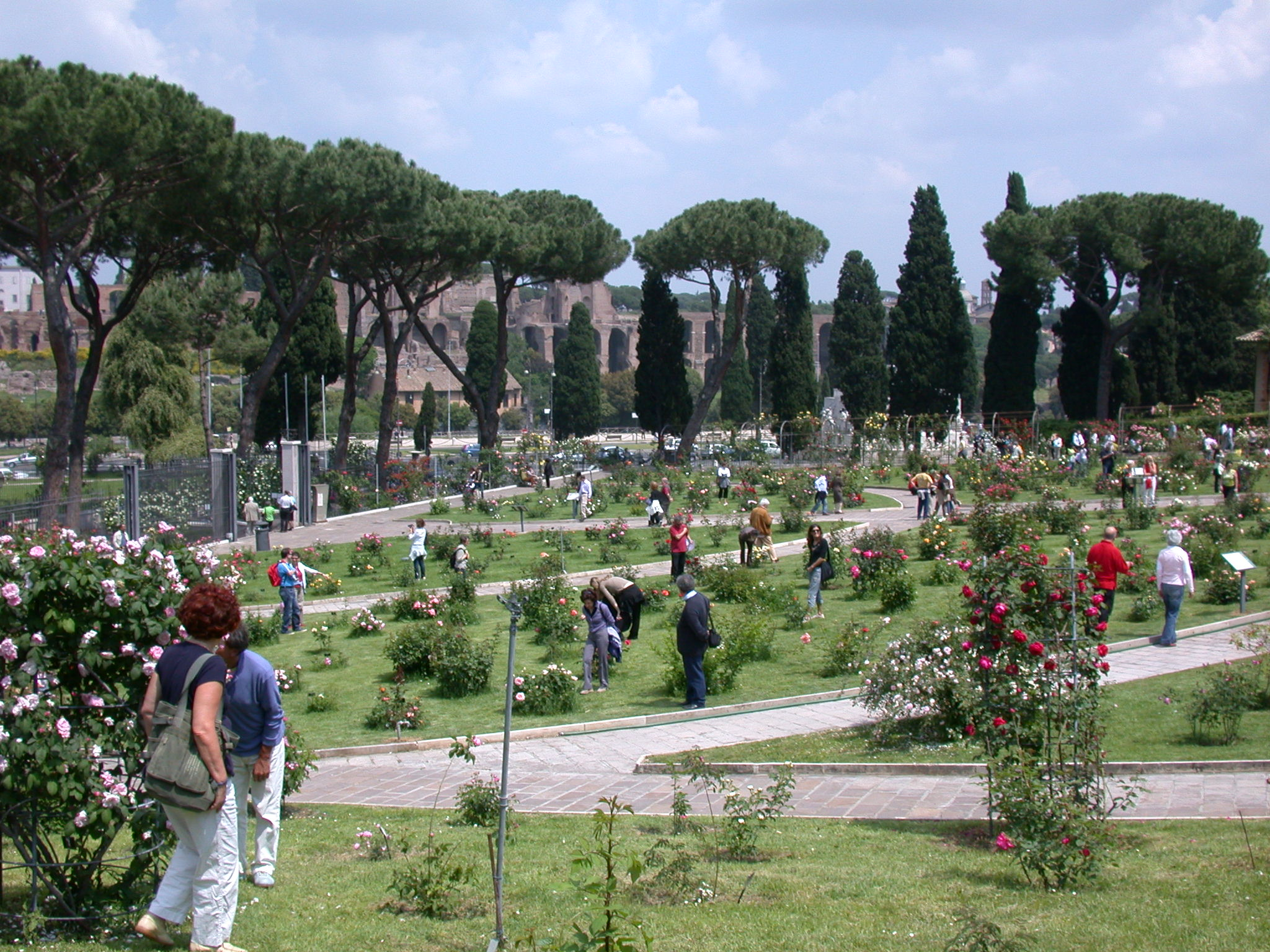
Roseraie Communale
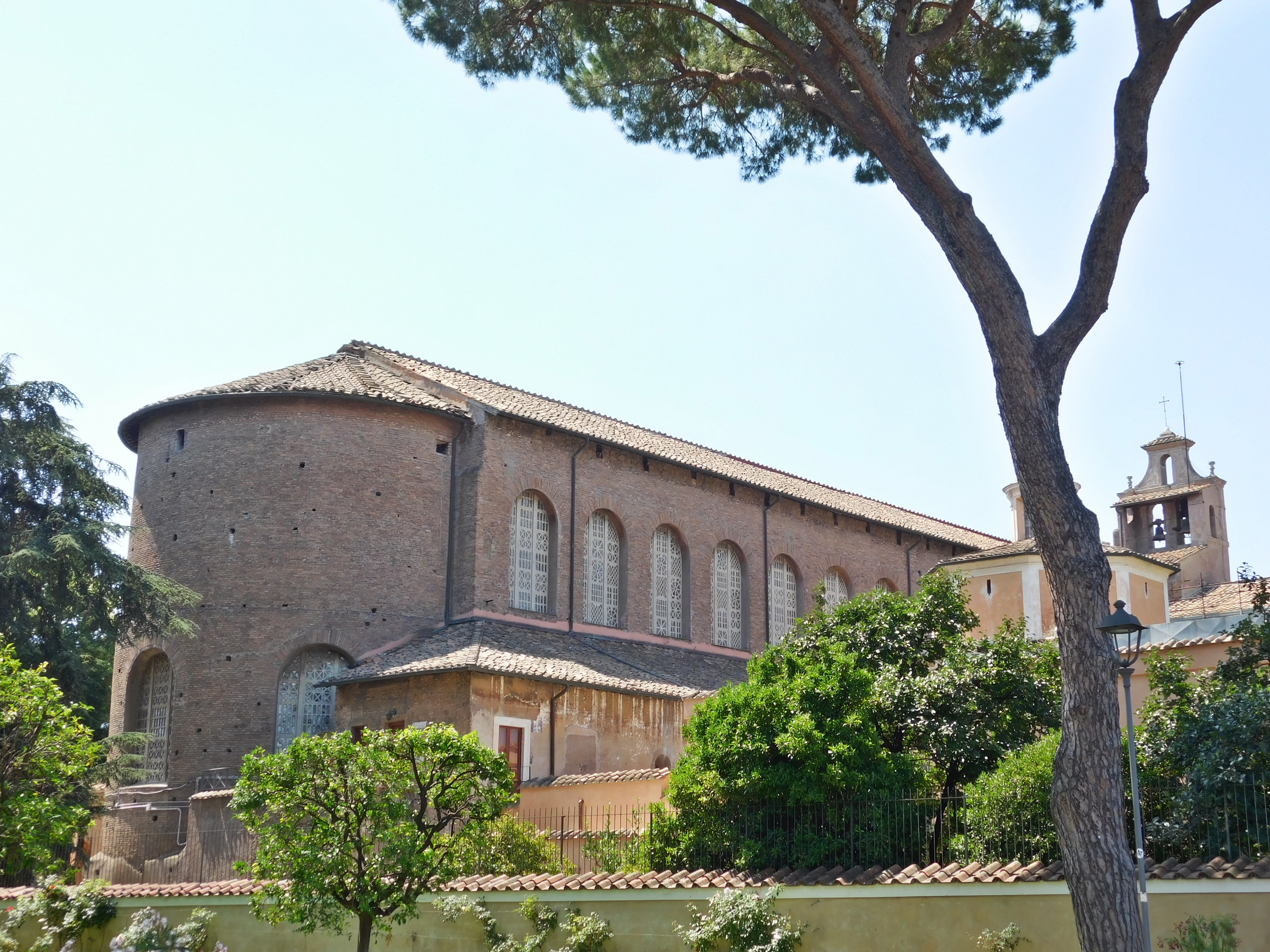
Sainte Sabine
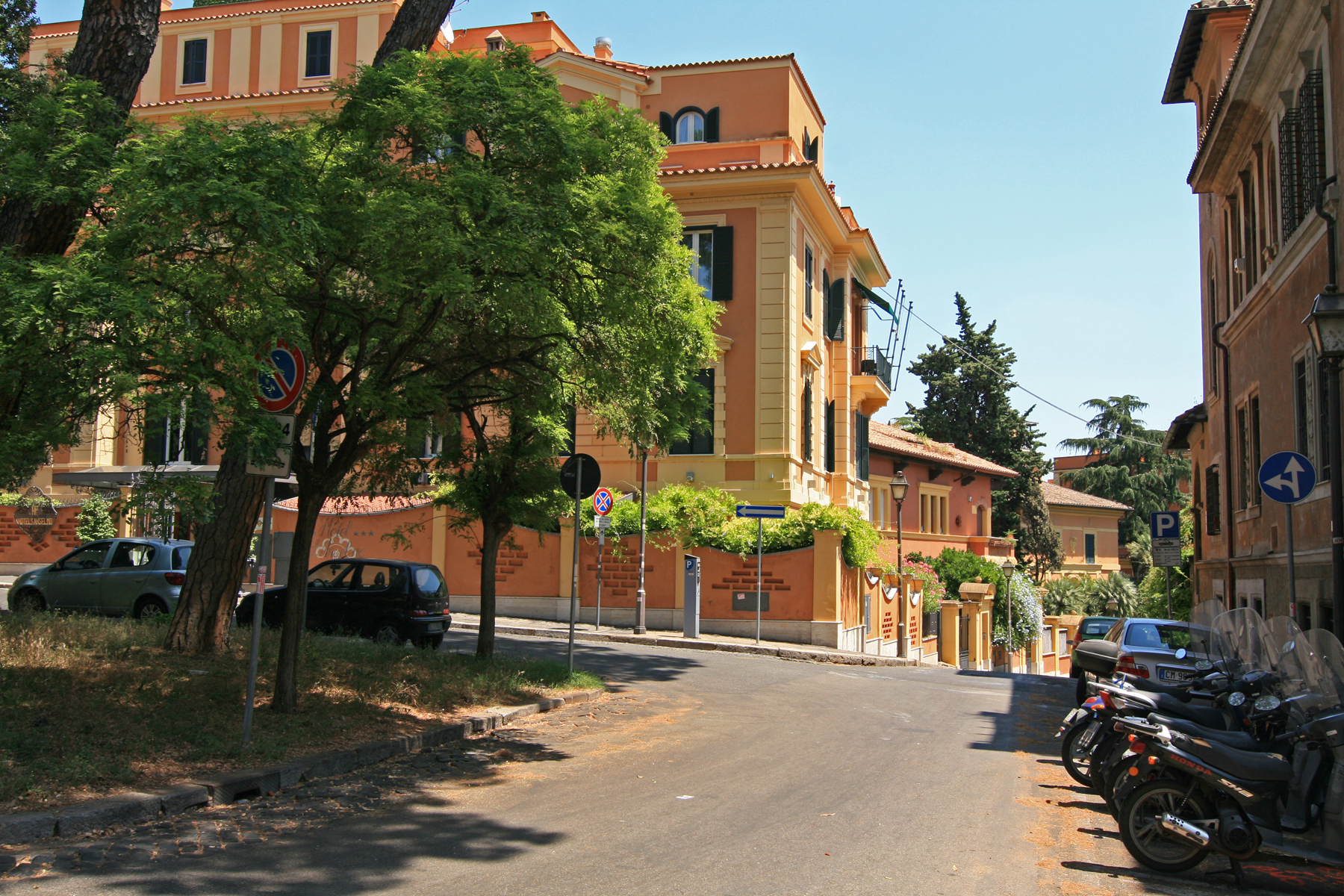
Place San Anselmo